# ميلفيل إس. غرين
ميلفيل إس. غرين (بالإنجليزية: Melville S. Green)‏ هو فيزيائي أمريكي، ولد في 1922، وتوفي في 27 مارس 1979.